# 畠山義繁
畠山 義繁（はたけやま よししげ）は、戦国時代後期の武将。

## 概要
九郎（弥九郎）を名乗った畠山氏の人物は畠山晴満や能登国の畠山氏の庶流におり、後者は畠山義総の弟で一説には実名は畠山続武とされる。天文7年（1538年）8月7日に一族間の不和によって弟の勝禅寺・駿河と共に加賀国から本願寺に逃れ身を保護されており、能登国への帰国について相談している。九郎の一族には畠山稙長の養子となり畠山尾州家を継承するはずであった畠山晴俊がいる。
永禄7年（1564年）12月に足利義輝からの三好長慶討伐の命を畠山高政に伝えている。永禄8年（1565年）5月19日の永禄の変では足利義輝と共に殺害されたとされるが、『畠山記』の一説ではその後も活動したとされ（ただし同記でも永禄の変の箇所では義繁が討死したとされる）、元亀4年（1573年）6月25日に畠山氏の当主である畠山秋高が遊佐信教によって殺害されると、信教は義繁を当主として高屋城にて擁立しようとした。しかし織田信長と対立して元亀6年（1575年）4月の高屋城の戦いにて信教は敗北した。
家臣には畠山高政から与力として付けられた貴志理明・宮崎氏・梶原氏や被官の前山左京亮・奥四郎右衛門・橋爪与惣右衛門・笠畑中務丞がいた。他にも執権として畠山宣意がいたとされ、永禄7年（1564年）12月に畠山高政の命で義繁の執権として紀伊国名草郡山東荘の桜山城に入っている。